# Dick Powell
Richard Ewing Powell (ur. 14 listopada 1904 w Mountain View, zm. 2 stycznia 1963 w Los Angeles) – amerykański piosenkarz, aktor, aktor głosowy, producent filmowy, reżyser filmowy i szef studia. Choć stał się gwiazdą jako wykonawca komedii muzycznych, wykazał się wszechstronnością i z powodzeniem przekształcił się w lidera występującego w projektach o bardziej dramatycznym charakterze. Był pierwszym aktorem, który na ekranie wcielił się w prywatnego detektywa Philipa Marlowe’a.
Posiada trzy gwiazdy na Hollywoodzkiej Alei Gwiazd.

## Wybrana filmografia

### Filmy
- 1932: Blues wielkiego miasta jako spiker radiowy (głos, niewymieniony w czołówce)
- 1933: Ulica szaleństw jako Billy Lawler
- 1933: Poszukiwaczki złota jako Brad Roberts
- 1933: Nocne motyle jako Scott „Scotty” Blair
- 1934: Promenada miłości jako Richard „Kanarek” Palmer Grant Dorcy Jr.
- 1943: Star Spangled Rhythm jako wykonawca piosenki „Hit the Road to Dreamland”
- 1944: Zdarzyło się to jutro jako Lawrence „Larry” Stevens
- 1944: Żegnaj, laleczko jako Philip Marlowe
- 1952: Piękny i zły jako James Lee Bartlow
- 1956: Zdobywca - reżyser, producent filmowy
- 1957: Podwodny wróg - reżyser, producent filmowy